# Dinamička meteorologija
Dinamička meteorologija se bavi utvrđivanjem zakonitosti atmosferskih procesa (pojava). Procese u atmosferi objašnjava zakonima fizike pomoću matematike.

## Dinamika atmosfere
Zračna se masa Zemljine atmosfere neprestano giba s obzirom na površinu Zemlje. Dva su osnovna razloga gibanju zraka u atmosferi: vrtnja ili rotacija Zemljine kugle i nejednoliko zagrijavanje njene površine i atmosfere. 
Zbog Zemljine vrtnje u višim slojevima atmosfere djeluju na čestice zraka Coriolisova sila i sila centrifugalnog ubrzanja, a u prizemnom sloju djeluju još i sile trenja između zračnog omotača i Zemljine površine, te između čestica zraka. Rezultat je djelovanja tih sila uglavnom vodoravno strujanje zraka. Zbog zakrivljenosti Zemljine površine i gibanja Zemlje s obzirom na Sunce, kao i nejednakog zagrijavanja podloge, ukupna se atmosfera nejednoliko zagrijava, što uzrokuje poremećaj gradijenta tlaka, pa nastaju strujanja zraka koja nastoje izjednačiti razlike tlaka. 
Nadalje, strujanje zraka ne ovisi samo o silama koje djeluju u atmosferi, nego i o trenutnom stanju atmosfere. To stanje može biti barotropsko (to jest gustoća zraka je funkcija jedino tlaka), ili baroklinsko (to jest gustoća zraka ovisi, osim o tlaku, i o drugim termodinamskim uvjetima). 
Zbog mnogobrojnosti i međusobnosti utjecaja čimbenika koji uzrokuju i utječu na gibanje atmosfere, mehanizam strujanja zraka u atmosferi vrlo je složen i može se samo približno opisati matematičkim izrazima. 
Gibanje zraka zbog djelovanja vanjskih i unutrašnjih sila te gradijenta temperature određeno je zakonima mehanike fluida i zakonima termodinamike.